# Милена Желязкова
Милена Желязкова е български учител, директор на Второ основно училище „Петко Рачов Славейков“ – Стара Загора.

## Биография
Милена Желязкова е родена в гр. Гълъбово. Омъжена, с две дъщери.
Започва работа като начален учител. През 2005 г. става зам.-директор по административната дейност, а от 2009 г. е директор на Второ основно училище „Петко Рачов Славейков“ – Стара Загора.

## Образование
Магистър „Начална училищна педагогика“ от Пловдивски университет „Паисий Хилендарски“ и втора специалност „Финанси“ от Великотърновски университет „Св. св. Кирил и Методий“.
Притежава първа професионално-квалификационна степен от Тракийски университет, гр. Стара Загора.

## Професионални отличия
- 2020 г. – Награда „Митрополит Методий Кусев“ за значими постижения в професионалната педагогическа дейност и принос в системата на предучилищното и училищното образование[2]
- 2020 г. – Почетно звание „Директор на годината 2020“ на Синдиката на българските учители[3]
- 2018 г. – Почетно звание „Директор на годината 2018“ на Синдиката на българските учители[4]
- 2018 г. – Почетно отличие „Неофит Рилски“ за дългогодишна, цялостна високопрофесионална дейност в системата на предучилищното и училищното образование[5]
- 2017 г. – Почетно отличие „Неофит Рилски“ за дългогодишна, цялостна високопрофесионална дейност в системата на предучилищното и училищното образование[6]
- 2017 г. – Награда „Стара Загора“ в направление „Наука и образование“, за издигане авторитета на училището и постигане на високи постижения в областта на образованието в гр. Стара Загора[7]